# Copa América Centenario
La Copa América Centenario Estados Unidos 2016 —también conocida como Copa América Centenario, Copa América Centenario 2016, Copa América 2016, Copa América del Centenario o Copa Centenario— fue la cuadragésima quinta edición de la Copa América. Tuvo carácter oficial, extraordinarioy conmemorativo. Fue organizada por la Conmebol y la Concacaf en celebración del centenario del primer torneo. Constituyó el segundo organizado en conjunto por ambas confederaciones, que anteriormente lo habían hecho con la Copa Interamericana durante dieciocho ediciones, entre 1968 y 1998.
Tuvo lugar en Estados Unidos del 3 al 26 de junio. Fue el cuarto torneo netamente continental desde el fútbol en los Juegos Panamericanos, disputado desde 1951 hasta la actualidad; el Campeonato Panamericano de Fútbol, disputado en 1952, 1956 y 1960; y el Preolímpico Sudamericano 1960, cuando las selecciones de la Concacaf tuvieron que participar en este torneo organizado por la Conmebol para poder clasificarse a los Juegos Olímpicos de Roma 1960. A su vez, fue la cuarta vez que la Conmebol realizó uno de sus torneos en los Estados Unidos, país donde se habían jugado anteriormente la Recopa Sudamericana (1990, 2003 y 2004), algunos partidos de la Copa Libertadores 1991 (los equipos colombianos América de Cali y Atlético Nacional ejercieron su localía en los Estados Unidos debido a una sanción impuesta por la Conmebol para jugar en su país) y los partidos de local de equipos estadounidenses invitados a competencias de Conmebol: MetroStars y Kansas City Wizards (Copa Merconorte 2001), y D.C. United (Copa Sudamericana 2005 y 2007).
El torneo contó con un campo expandido de dieciséis equipos, por sobre el habitual de doce, con diez equipos de la Conmebol y seis de la Concacaf. Fue la edición que más espectadores por partido ha tenido (46 373), dejando atrás el registro de Venezuela 2007, con 40 000 espectadores por partido.
La selección chilena fue campeón al derrotar en la final a la selección argentina por 4-2 en definición por penales. Ya con el cupo para la Copa FIFA Confederaciones 2017, por haber sido el campeón de la Copa América 2015, conserva permanentemente la copa y su nombre fue inscrito en el trofeo original del certamen.

## Motivo del torneo
Llevado a cabo como parte de un acuerdo entre la Conmebol y la Concacaf, el torneo fue una edición especial y conmemorativa de la Copa América (la 45.ª edición desde su creación en 1916), entre el ciclo habitual de cuatro años, y contó con un campo expandido de 16 equipos, por sobre el habitual de 12, con 10 equipos de la Conmebol y 6 de la Concacaf. El 17 de diciembre de 2015, se confirmaron los cabezas de grupos, los estadios, y las fechas y horarios de los partidos.

### Elección del país anfitrión
Se planeó que este evento deportivo se celebrara en Estados Unidos; pero, en agosto de 2015 y a raíz del caso de corrupción de la FIFA, se barajaron otras alternativas como sede, en caso de que dicho país declinara la idea. El entonces presidente de la Conmebol, Juan Ángel Napout, declaró el 1 de septiembre de 2015 que se jugaría con el formato inicial y que Estados Unidos sería la sede.

### Escándalo de corrupción de la FIFA
El evento fue oficialmente anunciado en forma conjunta por la Concacaf y la Conmebol el 1 de mayo de 2014; sin embargo, su realización fue puesta en duda producto del escándalo por corrupción en la FIFA de 2015. Finalmente, en agosto de 2015, Juan Ángel Napout —en ese entonces presidente de la Conmebol—, ratificó la realización del evento, aunque no la sede del mismo, puesto que se dudaba de su realización en los Estados Unidos, como se había pensado inicialmente. Este cambio se debió a los casos de corrupción en la FIFA que involucraron a directivos de las asociaciones organizadoras y terminaron por generar dudas sobre esta opción, puesto que la fiscalía de Nueva York es la que lleva a cabo las investigaciones y muchos de los directivos no podrían ingresar a territorio estadounidense. Finalmente, el presidente de la Conmebol comunicó, en septiembre de 2015, que se realizaría en los Estados Unidos, y que se mantendrían, a la vez, las sedes de las dos siguientes ediciones de la Copa América: Brasil en 2019 y Ecuador en 2023.

## Organización

### Sedes
Las sedes, que incluyeron 10 áreas metropolitanas, fueron confirmadas por la Concacaf y la Conmebol, junto con el Comité Organizador, el 19 de noviembre de 2015.
| Chicago             | Santa Clara | Filadelfia | Glendale                             |
| ------------------- | --- | --- | ------------------------------------ |
| Soldier Field       | Levi's Stadium | Lincoln Financial Field | Estadio de la Universidad de Phoenix |
| Capacidad: 61 500   | Capacidad: 68 500 | Capacidad: 67 594 | Capacidad: 63 400                    |
|                     | | |                                      |
| Orlando             | Pasadena (Los Ángeles) Santa Clara (San Francisco) Filadelfia Glendale (Phoenix) Orlando Houston East Rutherford (Nueva York) Foxborough (Boston) Chicago Seattle | Pasadena (Los Ángeles) Santa Clara (San Francisco) Filadelfia Glendale (Phoenix) Orlando Houston East Rutherford (Nueva York) Foxborough (Boston) Chicago Seattle | Houston                              |
| Estadio Citrus Bowl | Pasadena (Los Ángeles) Santa Clara (San Francisco) Filadelfia Glendale (Phoenix) Orlando Houston East Rutherford (Nueva York) Foxborough (Boston) Chicago Seattle | Pasadena (Los Ángeles) Santa Clara (San Francisco) Filadelfia Glendale (Phoenix) Orlando Houston East Rutherford (Nueva York) Foxborough (Boston) Chicago Seattle | Estadio NRG                          |
| Capacidad: 65 000   | Pasadena (Los Ángeles) Santa Clara (San Francisco) Filadelfia Glendale (Phoenix) Orlando Houston East Rutherford (Nueva York) Foxborough (Boston) Chicago Seattle | Pasadena (Los Ángeles) Santa Clara (San Francisco) Filadelfia Glendale (Phoenix) Orlando Houston East Rutherford (Nueva York) Foxborough (Boston) Chicago Seattle | Capacidad: 72 220                    |
|                     | Pasadena (Los Ángeles) Santa Clara (San Francisco) Filadelfia Glendale (Phoenix) Orlando Houston East Rutherford (Nueva York) Foxborough (Boston) Chicago Seattle | Pasadena (Los Ángeles) Santa Clara (San Francisco) Filadelfia Glendale (Phoenix) Orlando Houston East Rutherford (Nueva York) Foxborough (Boston) Chicago Seattle |                                      |
| East Rutherford     | Foxborough | Pasadena | Seattle                              |
| MetLife Stadium     | Gillette Stadium | Estadio Rose Bowl | CenturyLink Field                    |
| Capacidad: 82 500   | Capacidad: 65 878 | Capacidad: 90 888 | Capacidad: 72 000                    |
|                     | | |                                      |

### Calendario
El calendario de partidos fue dado a conocer el 17 de diciembre de 2015, ya con las cabezas de serie designadas.
| Fase                       | Fechas                |
| -------------------------- | --------------------- |
| Fase de grupos             | Del 3 al 14 de junio  |
| Cuartos de final           | Del 16 al 18 de junio |
| Semifinales                | 21 y 22 de junio      |
| Partido por el 3.er puesto | 25 de junio           |
| Final                      | 26 de junio           |

### Formato de competición
El torneo se desarrolló dividido en cuatro etapas: fase de grupos, cuartos de final, semifinales y final.
En la primera fase, los 16 equipos participantes se dividieron en cuatro grupos de cuatro equipos cada uno, que se disputaron por el sistema de todos contra todos. Los equipos fueron ordenados según los puntos obtenidos y clasificaron a los cuartos de final los que ocuparon los dos primeros puestos de cada grupo. Cuando dos equipos terminaron empatados en puntos, el criterio de desempate aplicado fue la mejor diferencia de gol en todos los partidos del grupo.
En los cuartos de final no pudieron enfrentarse equipos que hubieran compartido grupo en la fase anterior, por lo que el primero del grupo A se enfrentó con el segundo clasificado del grupo B, mientras que el ganador del grupo B se enfrentó con el segundo clasificado del grupo A, el primero del grupo C con el segundo del grupo D y el ganador del grupo D se enfrentó con el segundo del grupo C. Los ganadores de cada partido de esta fase clasificaron a las semifinales.
Los ganadores de las semifinales jugaron la final del torneo, en tanto que los perdedores disputaron el partido por el tercer puesto.
Los cuartos de final, las semifinales, la definición por el tercer puesto y la final se jugaron por eliminación directa. Si algún partido de estas fases terminó empatado, se definió al ganador mediante tiros desde el punto penal, con excepción del partido de la final, en el que se jugó un tiempo suplementario, luego del cual se procedió con la tanda de penales, para determinar al campeón.

### Árbitros
El 25 de mayo de 2016, la comisión de árbitros de Conmebol anunció la lista oficial de árbitros centrales y árbitros asistentes que son de la partida en el torneo. A su vez, se designaron árbitros de reserva. Los oficiales tienen su concentración base en la ciudad de Chicago.
Árbitros principales
| - Patricio Loustau. - Gery Vargas. - Héber Lopes. - Wilmar Roldán. - Julio Bascuñán. - Roddy Zambrano. | - Enrique Cáceres. - Víctor Hugo Carrillo. - Joel Aguilar. - Andrés Cunha. - Ricardo Montero. - Yadel Martínez. | - Roberto García Orozco. - John Pittí. - Mark Geiger. - Jair Marrufo. - Armando Villarreal. - José Argote. |

Árbitros asistentes
| - Ezequiel Brailovsky. - Ariel Scime. - Javier Bustillos. - Juan Montaño. - Kleber Gil. - Bruno Boschilia. - Alexander Guzmán. - Wilmar Navarro. - Octavio Jara. - Juan Carlos Mora. - Peter Manikowski. - Corey Rockwell. | - Carlos Astroza. - Christian Schiemann. - Luis Vera. - Byron Romero. - Juan Zumba. - William Torres. - José Luis Camargo. - Alberto Morín. - Charles Morgante. - Joe Fletcher. - Gabriel Victoria. | - Eduardo Cardozo - Milcíades Saldívar. - Jorge Yupanqui. - Coty Carrera. - Nicolás Taran. - Richard Trinidad. - Luis Murillo. - Luis Sánchez. - Hiran Dopico. - Christian Ramírez. |

Árbitros de reserva
| - Wilton Sampaio. - Wilson Lamouroux. - Daniel Fedorczuk. | Asistentes de reserva - Gustavo Rossi. - Darío Gaona. - Corey Parker. - Alexander León. |

### Premios económicos
El certamen repartió un total de 21 500 000  de dólares en premios entre los equipos que lograron superar la fase de grupos. Los equipos ubicados entre el octavo y quinto lugar obtuvieron una suma de 1 500 000 de dólares cada uno; el cuarto lugar consiguió 2 500 000 de dólares; el tercer lugar se llevó 3 000 000 de dólares; el subcampeón consiguió 3 500 000 de dólares mientras que el campeón ganó 6 500 000 de dólares.

## Equipos participantes
El torneo contó con la presencia de las 10 selecciones que conforman la Conmebol, más México (país invitado, campeón de la Copa de Oro 2015), Costa Rica (clasificado como vencedor de la Copa Centroamericana 2014), Jamaica (campeón de la Copa del Caribe de 2014), Estados Unidos (país anfitrión), Panamá y Haití (clasificados por repechaje).
Las dos últimas plazas se disputaron entre las cuatro selecciones que terminaron en mejor posición de la Copa Oro 2015, excluyendo a las cuatro que ya tenían segura su participación. Para ello, se enfrentaron a un solo partido Panamá (1.º de los no clasificados) contra Cuba (4.º de los no clasificados) y Trinidad y Tobago (2.º de los no clasificados) contra Haití (3.º de los no clasificados), el día 8 de enero en el estadio Rommel Fernández, de la ciudad de Panamá.

### Repechaje clasificatorio de la Concacaf
| 8 de enero de 2016, 17:30 | Trinidad y Tobago | 0:1 (0:0) | Haití       | Estadio Rommel Fernández, Ciudad de Panamá                        |                                                                   |
|                           |                   | Reporte   | 83' Belfort | Asistencia: 10 000 espectadores Árbitro(s): David Gantar (Canadá) | Asistencia: 10 000 espectadores Árbitro(s): David Gantar (Canadá) |

| 8 de enero de 2016, 20:30 | Panamá                                                | 4:0 (2:0) | Cuba | Estadio Rommel Fernández, Ciudad de Panamá                             |                                                                        |
|                           | Gómez 4' · Tejada 18' (pen.) · Cooper 51' · Pérez 88' | Reporte   |      | Asistencia: 26 542 espectadores Árbitro(s): Fernando Guerrero (México) | Asistencia: 26 542 espectadores Árbitro(s): Fernando Guerrero (México) |

| Equipos participantes | Equipos participantes | Equipos participantes | Equipos participantes |
| --------------------- | --------------------- | --------------------- | --------------------- |
| Argentina             | Colombia              | Haití                 | Paraguay              |
| Bolivia               | Costa Rica            | Jamaica               | Perú                  |
| Brasil                | Ecuador               | México                | Uruguay               |
| Chile                 | Estados Unidos        | Panamá                | Venezuela             |

- En cursiva las selecciones que participan por primera vez.

### Sorteo
El calendario del torneo fue anunciado el 17 de diciembre de 2015. Estados Unidos fue asignado al grupo A, mientras que Brasil, México y Argentina serán cabezas de serie de los grupos B, C y D, respectivamente.
El sorteo se realizó en el Hammerstein Ballroom de Nueva York a las 19:30 (UTC-5) del domingo 21 de febrero de 2016. Las selecciones se distribuyeron en cuatro bombos: los cuatro cabezas de series, los otros cuatro equipos pertenecientes a la Concacaf, y los otros ocho de Conmebol, divididos sobre la base de la posición que ocupaban en el ranking FIFA en diciembre de 2015, que aparece indicada entre paréntesis.
| Cabezas de serie                                                         | Bombo 2                                          | Bombo 3                                             | Bombo 4                                             |
| ------------------------------------------------------------------------ | ------------------------------------------------ | --------------------------------------------------- | --------------------------------------------------- |
| Estados Unidos (32) (A) Brasil (6) (B) México (16) (C) Argentina (2) (D) | Chile (3) Colombia (8) Uruguay (11) Ecuador (13) | Costa Rica (37) Jamaica (54) Panamá (64) Haití (77) | Paraguay (46) Perú (47) Bolivia (68) Venezuela (83) |

## Trofeo

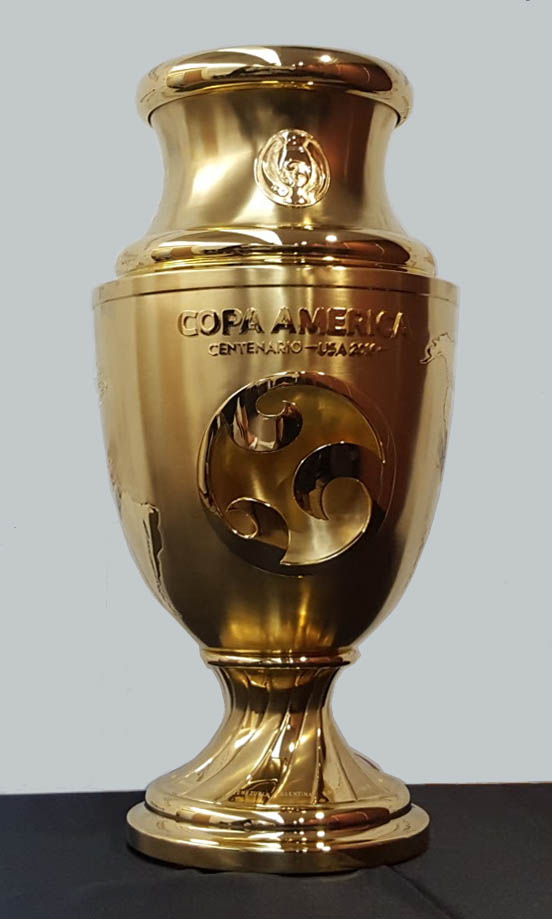
Trofeo especial para el campeón de la Copa América Centenario.

El 28 de abril de 2016 se presentó en la sede deportiva de la Federación Colombiana de Fútbol en Bogotá el trofeo conmemorativo que la Confederación Sudamericana de Fútbol le entregó al Campeón de la Copa América Centenario que se jugó durante el 3 al 26 de junio, en diez ciudades de Estados Unidos. Además del trofeo especial, el campeón también se quedó con el trofeo tradicional del torneo, viendo su nombre grabado en dicho trofeo. El campeón, además, quedó en el listado oficial de campeones de la Copa América.
El trofeo utilizó la silueta del trofeo original como inspiración, pero incluyó una nueva visión, con curvas de oro sobre la urna griega para representar los 100 años del fútbol en el continente americano. Mide 61 cm de altura y pesa 7,1 kg, está cubierto por oro de 24 K satinado y brillante para demostrar la importancia del aniversario de la centena. Además, tiene grabado un mapa continental de América y los emblemas de la Conmebol y Concacaf. El interior del nuevo trofeo es de plata en homenaje al original y a su legado de 100 años. Por último, la base del trofeo muestra los nombres de los 16 países participantes en un formato de espiral ascendente.
El diseño fue realizado por la firma «Épico Studios», en los Estados Unidos, y creado por «London Workshops of Thomas Lyte», en Inglaterra. El diseño llevó 89 días y materializar la obra, otros 98 días. La selección campeona tendrá el trofeo de forma permanente, dada la condición de ser un torneo extraordinario y conmemorativo.

## Fase de grupos
- El calendario oficial con los horarios se confirmó el 29 de febrero.[38]
- Haz clic aquí para ver el calendario oficial
- Las horas indicadas corresponden al huso horario local de cada ciudad sede:
  - Horario de verano del este de Norteamérica-EDT (UTC-4), en Foxborough, East Rutherford, Filadelfia y Orlando
  - Horario de verano del Centro-CDT (UTC-5), en Chicago y Houston
  - Horario de verano del Tiempo de la montaña-MDT (UTC-7), en Glendale
  - Horario de verano del Tiempo del Pacífico-PDT (UTC-7), en Seattle, Pasadena y Santa Clara

### Grupo A
| Selección      | Pts. | PJ | PG | PE | PP | GF | GC | Dif. |
| -------------- | ---- | -- | -- | -- | -- | -- | -- | ---- |
| Estados Unidos | 6    | 3  | 2  | 0  | 1  | 5  | 2  | 3    |
| Colombia       | 6    | 3  | 2  | 0  | 1  | 6  | 4  | 2    |
| Costa Rica     | 4    | 3  | 1  | 1  | 1  | 3  | 6  | –3   |
| Paraguay       | 1    | 3  | 0  | 1  | 2  | 1  | 3  | –2   |

| 3 de junio de 2016, 18:30 (UTC-7) | Estados Unidos | 0:2 (0:2) | Colombia                         | Levi's Stadium, Santa Clara                                |                                                            |
|                                   |                | Reporte   | 8' Zapata · 42' (pen.) Rodríguez | Asistencia: 67 439 espectadores Árbitro(s): Roberto García | Asistencia: 67 439 espectadores Árbitro(s): Roberto García |

| 4 de junio de 2016, 17:00 (UTC-4) | Costa Rica | 0:0     | Paraguay | Estadio Citrus Bowl, Orlando                                 |                                                              |
|                                   |            | Reporte |          | Asistencia: 14 334 espectadores Árbitro(s): Patricio Loustau | Asistencia: 14 334 espectadores Árbitro(s): Patricio Loustau |

| 7 de junio de 2016, 19:00 (UTC-5) | Estados Unidos                               | 4:0 (3:0) | Costa Rica | Soldier Field, Chicago                                     |                                                            |
|                                   | Dempsey 9' · Jones 37' · Wood 42' · Zusi 87' | Reporte   |            | Asistencia: 39 642 espectadores Árbitro(s): Roddy Zambrano | Asistencia: 39 642 espectadores Árbitro(s): Roddy Zambrano |

| 7 de junio de 2016, 19:30 (UTC-7) | Colombia                  | 2:1 (2:0) | Paraguay  | Estadio Rose Bowl, Pasadena                             |                                                         |
|                                   | Bacca 12' · Rodríguez 30' | Reporte   | 71' Ayala | Asistencia: 42 766 espectadores Árbitro(s): Héber Lopes | Asistencia: 42 766 espectadores Árbitro(s): Héber Lopes |

| 11 de junio de 2016, 19:00 (UTC-4) | Estados Unidos | 1:0 (1:0) | Paraguay | Lincoln Financial Field, Filadelfia                        |                                                            |
|                                    | Dempsey 27'    | Reporte   |          | Asistencia: 51 041 espectadores Árbitro(s): Julio Bascuñán | Asistencia: 51 041 espectadores Árbitro(s): Julio Bascuñán |

| 11 de junio de 2016, 20:00 (UTC-5) | Colombia              | 2:3 (1:2) | Costa Rica                                 | Estadio NRG, Houston                                    |                                                         |
|                                    | Fabra 7' · Moreno 73' | Reporte   | 2' Venegas · 35' (a.g.) Fabra · 58' Borges | Asistencia: 45 808 espectadores Árbitro(s): José Argote | Asistencia: 45 808 espectadores Árbitro(s): José Argote |

### Grupo B
| Selección | Pts. | PJ | PG | PE | PP | GF | GC | Dif. |
| --------- | ---- | -- | -- | -- | -- | -- | -- | ---- |
| Perú      | 7    | 3  | 2  | 1  | 0  | 4  | 2  | 2    |
| Ecuador   | 5    | 3  | 1  | 2  | 0  | 6  | 2  | 4    |
| Brasil    | 4    | 3  | 1  | 1  | 1  | 7  | 2  | 5    |
| Haití     | 0    | 3  | 0  | 0  | 3  | 1  | 12 | -11  |

| 4 de junio de 2016, 16:30 (UTC-7) | Haití | 0:1 (0:0) | Perú         | CenturyLink Field, Seattle                             |                                                        |
|                                   |       | Reporte   | 61' Guerrero | Asistencia: 20 190 espectadores Árbitro(s): John Pittí | Asistencia: 20 190 espectadores Árbitro(s): John Pittí |

| 4 de junio de 2016, 19:00 (UTC-7) | Brasil | 0:0     | Ecuador | Estadio Rose Bowl, Pasadena                                |                                                            |
|                                   |        | Reporte |         | Asistencia: 53 158 espectadores Árbitro(s): Julio Bascuñán | Asistencia: 53 158 espectadores Árbitro(s): Julio Bascuñán |

| 8 de junio de 2016, 18:30 (UTC-4)                              | Brasil                                                                    | 7:1 (3:0) | Haití        | Estadio Citrus Bowl, Orlando                            |                                                         |
|                                                                | Coutinho 13', 28', 90' · Renato Augusto 34', 86' · Gabriel 58' · Lima 67' | Reporte   | 70' Marcelin | Asistencia: 28 241 espectadores Árbitro(s): Mark Geiger | Asistencia: 28 241 espectadores Árbitro(s): Mark Geiger |
| James Marcelin covierte el primer gol haitiano en Copa América |                                                                           |           |              |                                                         |                                                         |

| 8 de junio de 2016, 19:00 (UTC-7) | Ecuador                       | 2:2 (1:2) | Perú                  | Estadio de la Univ. de Phoenix, Glendale                  |                                                           |
|                                   | E. Valencia 39' · Bolaños 48' | Reporte   | 5' Cueva · 13' Flores | Asistencia: 11 937 espectadores Árbitro(s): Wilmar Roldán | Asistencia: 11 937 espectadores Árbitro(s): Wilmar Roldán |

| 12 de junio de 2016, 18:30 (UTC-4) | Ecuador                                                   | 4:0 (2:0) | Haití | MetLife Stadium, East Rutherford                        |                                                         |
|                                    | E. Valencia 10' · Ayoví 19' · Noboa 56' · A. Valencia 77' | Reporte   |       | Asistencia: 49 438 espectadores Árbitro(s): Gery Vargas | Asistencia: 49 438 espectadores Árbitro(s): Gery Vargas |

| 12 de junio de 2016, 20:30 (UTC-4) | Brasil | 0:1 (0:0) | Perú        | Gillette Stadium, Foxborough                             |                                                          |
|                                    |        | Reporte   | 74' Ruidíaz | Asistencia: 36 187 espectadores Árbitro(s): Andrés Cunha | Asistencia: 36 187 espectadores Árbitro(s): Andrés Cunha |

### Grupo C
| Selección | Pts. | PJ | PG | PE | PP | GF | GC | Dif. |
| --------- | ---- | -- | -- | -- | -- | -- | -- | ---- |
| México    | 7    | 3  | 2  | 1  | 0  | 6  | 2  | 4    |
| Venezuela | 7    | 3  | 2  | 1  | 0  | 3  | 1  | 2    |
| Uruguay   | 3    | 3  | 1  | 0  | 2  | 4  | 4  | 0    |
| Jamaica   | 0    | 3  | 0  | 0  | 3  | 0  | 6  | –6   |

| 5 de junio de 2016, 16:00 (UTC-5) | Jamaica | 0:1 (0:1) | Venezuela    | Soldier Field, Chicago                                           |                                                                  |
|                                   |         | Reporte   | 16' Martínez | Asistencia: 25 560 espectadores Árbitro(s): Víctor Hugo Carrillo | Asistencia: 25 560 espectadores Árbitro(s): Víctor Hugo Carrillo |

| 5 de junio de 2016, 17:00 (UTC-7) | México                                          | 3:1 (1:0) | Uruguay   | Estadio de la Univ. de Phoenix, Glendale                    |                                                             |
|                                   | Pereira 3' (a.g.) · Márquez 85' · Herrera 90+1' | Reporte   | 74' Godín | Asistencia: 60 025 espectadores Árbitro(s): Enrique Cáceres | Asistencia: 60 025 espectadores Árbitro(s): Enrique Cáceres |

| 9 de junio de 2016, 19:30 (UTC-4)                           | Uruguay | 0:1 (0:1) | Venezuela  | Lincoln Financial Field, Filadelfia                          |                                                              |
|                                                             |         | Reporte   | 36' Rondón | Asistencia: 23 002 espectadores Árbitro(s): Patricio Loustau | Asistencia: 23 002 espectadores Árbitro(s): Patricio Loustau |
| Primera vez que Venezuela vence a Uruguay por Copa América. |         |           |            |                                                              |                                                              |

| 9 de junio de 2016, 19:00 (UTC-7) | México                      | 2:0 (1:0) | Jamaica | Estadio Rose Bowl, Pasadena                                |                                                            |
|                                   | Hernández 17' · Peralta 80' | Reporte   |         | Asistencia: 83 263 espectadores Árbitro(s): Wilton Sampaio | Asistencia: 83 263 espectadores Árbitro(s): Wilton Sampaio |

| 13 de junio de 2016, 19:00 (UTC-5) | México     | 1:1 (0:1) | Venezuela     | Estadio NRG, Houston                                       |                                                            |
|                                    | Corona 80' | Reporte   | 10' Velázquez | Asistencia: 67 319 espectadores Árbitro(s): Yadel Martínez | Asistencia: 67 319 espectadores Árbitro(s): Yadel Martínez |

| 13 de junio de 2016, 19:00 (UTC-7) | Uruguay                                        | 3:0 (1:0) | Jamaica | Levi's Stadium, Santa Clara                                  |                                                              |
|                                    | Hernández 21' · Watson 66' (a.g.) · Corujo 87' | Reporte   |         | Asistencia: 40 166 espectadores Árbitro(s): Wilson Lamouroux | Asistencia: 40 166 espectadores Árbitro(s): Wilson Lamouroux |

### Grupo D
| Selección | Pts. | PJ | PG | PE | PP | GF | GC | Dif. |
| --------- | ---- | -- | -- | -- | -- | -- | -- | ---- |
| Argentina | 9    | 3  | 3  | 0  | 0  | 10 | 1  | 9    |
| Chile     | 6    | 3  | 2  | 0  | 1  | 7  | 5  | 2    |
| Panamá    | 3    | 3  | 1  | 0  | 2  | 4  | 10 | –6   |
| Bolivia   | 0    | 3  | 0  | 0  | 3  | 2  | 7  | –5   |

| 6 de junio de 2016, 19:00 (UTC-4)                                                                      | Panamá         | 2:1 (1:0) | Bolivia  | Estadio Citrus Bowl, Orlando                                |                                                             |
| | Pérez 11', 87' | Reporte   | 54' Arce | Asistencia: 13 466 espectadores Árbitro(s): Ricardo Montero | Asistencia: 13 466 espectadores Árbitro(s): Ricardo Montero |
| Blas Pérez convierte el primer gol panameño en Copa América Primera victoria de Panamá en Copa América |                |           |          |                                                             |                                                             |

| 6 de junio de 2016, 19:00 (UTC-7) | Argentina                 | 2:1 (0:0) | Chile            | Levi's Stadium, Santa Clara                                  |                                                              |
|                                   | Di María 50' · Banega 58' | Reporte   | 90+2' Fuenzalida | Asistencia: 72 864 espectadores Árbitro(s): Daniel Fedorczuk | Asistencia: 72 864 espectadores Árbitro(s): Daniel Fedorczuk |

| 10 de junio de 2016, 19:00 (UTC-4) | Chile                   | 2:1 (0:0) | Bolivia    | Gillette Stadium, Foxborough                             |                                                          |
|                                    | Vidal 46', 90+9' (pen.) | Reporte   | 60' Campos | Asistencia: 19 392 espectadores Árbitro(s): Jair Marrufo | Asistencia: 19 392 espectadores Árbitro(s): Jair Marrufo |

| 10 de junio de 2016, 20:30 (UTC-5) | Argentina                                      | 5:0 (1:0) | Panamá | Soldier Field, Chicago                                   |                                                          |
|                                    | Otamendi 7' · Messi 68', 77', 86' · Agüero 89' | Reporte   |        | Asistencia: 53 885 espectadores Árbitro(s): Joel Aguilar | Asistencia: 53 885 espectadores Árbitro(s): Joel Aguilar |

| 14 de junio de 2016, 20:00 (UTC-4) | Chile                              | 4:2 (2:1) | Panamá                  | Lincoln Financial Field, Filadelfia                        |                                                            |
|                                    | Vargas 14', 42' · Sánchez 49', 88' | Reporte   | 4' Camargo · 74' Arroyo | Asistencia: 27 260 espectadores Árbitro(s): Roddy Zambrano | Asistencia: 27 260 espectadores Árbitro(s): Roddy Zambrano |

| 14 de junio de 2016, 19:15 (UTC-7) | Argentina                             | 3:0 (3:0) | Bolivia | CenturyLink Field, Seattle                                       |                                                                  |
|                                    | Lamela 12' · Lavezzi 14' · Cuesta 31' | Reporte   |         | Asistencia: 45 753 espectadores Árbitro(s): Víctor Hugo Carrillo | Asistencia: 45 753 espectadores Árbitro(s): Víctor Hugo Carrillo |

## Fases de eliminación

### Cuadro de desarrollo
|  | Cuartos de final              | Cuartos de final      |                               |       | Semifinales                  | Semifinales                  |  |  | Final | Final |
|  |                               |                       |                               |       |                              |                              |  |  |       |       |
|  | 16 de junio - Seattle         |                       |                               |       |                              |                              |  |  |       |       |
|  |                               |                       |                               |       |                              |                              |  |  |       |       |
|  | Estados Unidos                | 2                     |                               |       |                              |                              |  |  |       |       |
|  | Estados Unidos                | 2                     | 21 de junio - Houston         |       |                              |                              |  |  |       |       |
|  | Ecuador                       | 1                     |                               |       |                              |                              |  |  |       |       |
|  | Ecuador                       | 1                     | Estados Unidos                | 0     |                              |                              |  |  |       |       |
|  | 18 de junio - Foxborough      |                       | Estados Unidos                | 0     |                              |                              |  |  |       |       |
|  |                               | Argentina             | 4                             |       |                              |                              |  |  |       |       |
|  | Argentina                     | Argentina             | 4                             | 4     |                              |                              |  |  |       |       |
|  | Argentina                     |                       | 26 de junio - East Rutherford | 4     |                              |                              |  |  |       |       |
|  | Venezuela                     | 1                     |                               |       |                              |                              |  |  |       |       |
|  | Venezuela                     | 1                     | Argentina                     | 0 (2) |                              |                              |  |  |       |       |
|  | 17 de junio - East Rutherford |                       | Argentina                     | 0 (2) |                              |                              |  |  |       |       |
|  |                               | Chile                 | 0 (4)                         |       |                              |                              |  |  |       |       |
|  | Perú                          | Chile                 | 0 (4)                         | 0 (2) |                              |                              |  |  |       |       |
|  | Perú                          | 22 de junio - Chicago |                               | 0 (2) |                              |                              |  |  |       |       |
|  | Colombia                      | 0 (4)                 |                               |       |                              |                              |  |  |       |       |
|  | Colombia                      | 0 (4)                 | Colombia                      | 0     |                              |                              |  |  |       |       |
|  | 18 de junio - Santa Clara     |                       | Colombia                      | 0     |                              |                              |  |  |       |       |
|  |                               | Chile                 | 2                             |       | Partido por el tercer puesto | Partido por el tercer puesto |  |  |       |       |
|  | México                        | Chile                 | 2                             | 0     | Partido por el tercer puesto | Partido por el tercer puesto |  |  |       |       |
|  | México                        |                       | 25 de junio - Glendale        | 0     |                              |                              |  |  |       |       |
|  | Chile                         | 7                     |                               |       |                              |                              |  |  |       |       |
|  | Chile                         | 7                     | Estados Unidos                | 0     |                              |                              |  |  |       |       |
|  |                               |                       |                               |       |                              |                              |  |  |       |       |
|  | Colombia                      | 1                     |                               |       |                              |                              |  |  |       |       |
|  | Colombia                      | 1                     |                               |       |                              |                              |  |  |       |       |

### Cuartos de final
| 16 de junio, 18:30 (UTC-7) | Estados Unidos           | 2:1 (1:0) | Ecuador    | CenturyLink Field, Seattle                                |                                                           |
|                            | Dempsey 21' · Zardes 64' | Reporte   | 73' Arroyo | Asistencia: 47 322 espectadores Árbitro(s): Wilmar Roldán | Asistencia: 47 322 espectadores Árbitro(s): Wilmar Roldán |

| 17 de junio, 20:00 (UTC-4) | Perú                             | 0:0 (2:4 p.)               | Colombia                              | MetLife Stadium, East Rutherford                             |                                                              |
|                            |                                  | Reporte                    |                                       | Asistencia: 79 194 espectadores Árbitro(s): Patricio Loustau | Asistencia: 79 194 espectadores Árbitro(s): Patricio Loustau |
|                            |                                  | Tiros desde el punto penal |                                       |                                                              |                                                              |
|                            | Ruidíaz · Tapia · Trauco · Cueva |                            | Rodríguez · Cuadrado · Moreno · Pérez |                                                              |                                                              |

| 18 de junio, 19:00 (UTC-4) | Argentina                                | 4:1 (2:0) | Venezuela  | Gillette Stadium, Foxborough                               |                                                            |
|                            | Higuaín 7', 27' · Messi 59' · Lamela 70' | Reporte   | 69' Rondón | Asistencia: 59 183 espectadores Árbitro(s): Roberto García | Asistencia: 59 183 espectadores Árbitro(s): Roberto García |

| 18 de junio, 19:00 (UTC-7) | México | 0:7 (0:2) | Chile                                                      | Levi's Stadium, Santa Clara                             |                                                         |
|                            |        | Reporte   | 15', 87' Puch · 43', 51', 57', 73' Vargas · 48' A. Sánchez | Asistencia: 70 547 espectadores Árbitro(s): Héber Lopes | Asistencia: 70 547 espectadores Árbitro(s): Héber Lopes |
| Mejor resultado de Chile.  |        |           |                                                            |                                                         |                                                         |

### Semifinales
| 21 de junio, 20:00 (UTC-5) | Estados Unidos | 0:4 (0:2) | Argentina                                      | Estadio NRG, Houston                                        |                                                             |
| |                | Reporte   | Lavezzi 3' · Messi 31' (TL) · Higuaín 49', 85' | Asistencia: 70 858 espectadores Árbitro(s): Enrique Cáceres | Asistencia: 70 858 espectadores Árbitro(s): Enrique Cáceres |
| Messi llega a los 55 goles con la camiseta argentina, superando los 54 goles de Gabriel Batistuta y convirtiéndose en el máximo goleador de la selección argentina. |                |           |                                                |                                                             |                                                             |

| 22 de junio, 19:00 (UTC-5)                                                         | Colombia | 0:2 (0:2) | Chile                        | Soldier Field, Chicago                                   |                                                          |
|                                                                                    |          | Reporte   | Aránguiz 6' · Fuenzalida 10' | Asistencia: 55 423 espectadores Árbitro(s): Joel Aguilar | Asistencia: 55 423 espectadores Árbitro(s): Joel Aguilar |
| El inicio del segundo tiempo se retrasó dos horas debido a una tormenta eléctrica. |          |           |                              |                                                          |                                                          |

### Tercer puesto
| 25 de junio, 17:00 (UTC-7) | Estados Unidos | 0:1 (0:1) | Colombia  | Estadio de la Univ. de Phoenix, Glendale                     |                                                              |
|                            |                | Reporte   | 30' Bacca | Asistencia: 51 359 espectadores Árbitro(s): Daniel Fedorczuk | Asistencia: 51 359 espectadores Árbitro(s): Daniel Fedorczuk |

### Final
| 26 de junio, 20:00 (UTC-4) | Argentina                            | 0:0 (t. s.)(2:4 p.)        | Chile                                            | MetLife Stadium, East Rutherford                        |                                                         |
| |                                      | Reporte                    |                                                  | Asistencia: 82 026 espectadores Árbitro(s): Héber Lopes | Asistencia: 82 026 espectadores Árbitro(s): Héber Lopes |
| |                                      | Tiros desde el punto penal |                                                  |                                                         |                                                         |
| | Messi · Mascherano · Agüero · Biglia |                            | Vidal · Castillo · Aránguiz · Beausejour · Silva |                                                         |                                                         |
| Chile se convierte en la cuarta selección en ganar dos veces la Copa América de forma consecutiva después de Uruguay, Argentina y Brasil. |                                      |                            |                                                  |                                                         |                                                         |

|                          |
| Bandera de Chile         |
| Campeón Chile 2.º título |

## Estadísticas

### Clasificación general
| Campeón Subcampeón | Tercer lugar Cuarto lugar | Cuartos de final Fase de grupos |

Países participantes según la fase alcanzada en el torneo.
Campeón
Subcampeón
Tercer lugar
Cuarto lugar
Cuartos de final
Fase de grupos

Las tablas de rendimiento no reflejan la clasificación final de los equipos, sino que muestran el rendimiento de los mismos atendiendo a la ronda final alcanzada.
Si en la segunda fase algún partido se define mediante tiros de penal, el resultado final del juego se considera empate.
El rendimiento corresponde a la proporción de puntos obtenidos sobre el total de puntos disputados.
| Pos. | Selección      | Gr. | Pts. | PJ | PG | PE | PP | GF | GC | Dif | Rend.  |
| ---- | -------------- | --- | ---- | -- | -- | -- | -- | -- | -- | --- | ------ |
| 1    | Chile          | D   | 13   | 6  | 4  | 1  | 1  | 16 | 5  | 11  | 76,2 % |
| 2    | Argentina      | D   | 16   | 6  | 5  | 1  | 0  | 18 | 2  | 16  | 90,5 % |
| 3    | Colombia       | A   | 10   | 6  | 3  | 1  | 2  | 7  | 6  | 1   | 55.6 % |
| 4    | Estados Unidos | A   | 9    | 6  | 3  | 0  | 3  | 7  | 8  | –1  | 50 %   |
| 5    | Perú           | B   | 8    | 4  | 2  | 2  | 0  | 4  | 2  | 2   | 66.7 % |
| 6    | Venezuela      | C   | 7    | 4  | 2  | 1  | 1  | 4  | 5  | –1  | 58.3 % |
| 7    | México         | C   | 7    | 4  | 2  | 1  | 1  | 6  | 9  | –3  | 58.3 % |
| 8    | Ecuador        | B   | 5    | 4  | 1  | 2  | 1  | 7  | 4  | 3   | 41.7 % |
| 9    | Brasil         | B   | 4    | 3  | 1  | 1  | 1  | 7  | 2  | 5   | 44.4 % |
| 10   | Costa Rica     | A   | 4    | 3  | 1  | 1  | 1  | 3  | 6  | –3  | 44.4 % |
| 11   | Uruguay        | C   | 3    | 3  | 1  | 0  | 2  | 4  | 4  | 0   | 33.3 % |
| 12   | Panamá         | D   | 3    | 3  | 1  | 0  | 2  | 4  | 10 | –6  | 33.3 % |
| 13   | Paraguay       | A   | 1    | 3  | 0  | 1  | 2  | 1  | 3  | –2  | 11.1 % |
| 14   | Bolivia        | D   | 0    | 3  | 0  | 0  | 3  | 2  | 7  | –5  | 0 %    |
| 15   | Jamaica        | C   | 0    | 3  | 0  | 0  | 3  | 0  | 6  | –6  | 0 %    |
| 16   | Haití          | B   | 0    | 3  | 0  | 0  | 3  | 1  | 12 | -11 | 0 %    |

### Goleadores
| Jugador           | Selección      | Goles | Partidos |
| ----------------- | -------------- | ----- | -------- |
| Eduardo Vargas    | Chile          | 6     | 6        |
| Lionel Messi      | Argentina      | 5     | 5        |
| Gonzalo Higuaín   | Argentina      | 4     | 6        |
| Philippe Coutinho | Brasil         | 3     | 3        |
| Alexis Sánchez    | Chile          | 3     | 6        |
| Clint Dempsey     | Estados Unidos | 3     | 6        |

| Lista completa        | Lista completa | Lista completa | Lista completa | Lista completa |
| Jugador               | Selección      | Goles          | PJ             |                |
| --------------------- | -------------- | -------------- | -------------- | -------------- |
| Blas Pérez            | Panamá         | 2              | 2              |                |
| Renato Augusto        | Brasil         | 2              | 3              |                |
| José Pedro Fuenzalida | Chile          | 2              | 4              |                |
| Edson Puch            | Chile          | 2              | 4              |                |
| Enner Valencia        | Ecuador        | 2              | 4              |                |
| Salomón Rondón        | Venezuela      | 2              | 4              |                |
| Erik Lamela           | Argentina      | 2              | 5              |                |
| Ezequiel Lavezzi      | Argentina      | 2              | 5              |                |
| Carlos Bacca          | Colombia       | 2              | 5              |                |
| Arturo Vidal          | Chile          | 2              | 5              |                |
| James Rodríguez       | Colombia       | 2              | 6              |                |
| Michael Arroyo        | Ecuador        | 1              | 1              |                |
| José Manuel Velázquez | Venezuela      | 1              | 1              |                |
| Víctor Cuesta         | Argentina      | 1              | 2              |                |
| Lucas Lima            | Brasil         | 1              | 2              |                |
| Jhasmany Campos       | Bolivia        | 1              | 2              |                |
| Juan Carlos Arce      | Bolivia        | 1              | 2              |                |
| Rafael Márquez        | México         | 1              | 2              |                |
| Mathías Corujo        | Uruguay        | 1              | 2              |                |
| Abel Hernández        | Uruguay        | 1              | 2              |                |
| Ángel Di María        | Argentina      | 1              | 3              |                |
| Gabriel Barbosa       | Brasil         | 1              | 3              |                |
| Johan Venegas         | Costa Rica     | 1              | 3              |                |
| Celso Borges          | Costa Rica     | 1              | 3              |                |
| Miller Bolaños        | Ecuador        | 1              | 3              |                |
| James Marcelin        | Haití          | 1              | 3              |                |
| Héctor Herrera        | México         | 1              | 3              |                |
| Oribe Peralta         | México         | 1              | 3              |                |
| Abdiel Arroyo         | Panamá         | 1              | 3              |                |
| Miguel Camargo        | Panamá         | 1              | 3              |                |
| Víctor Ayala          | Paraguay       | 1              | 3              |                |
| Raúl Ruidíaz          | Perú           | 1              | 3              |                |
| Diego Godín           | Uruguay        | 1              | 3              |                |
| Sergio Agüero         | Argentina      | 1              | 4              |                |
| Frank Fabra           | Colombia       | 1              | 4              |                |
| Marlos Moreno         | Colombia       | 1              | 4              |                |
| Antonio Valencia      | Ecuador        | 1              | 4              |                |
| Jaime Ayoví           | Ecuador        | 1              | 4              |                |
| Cristian Noboa        | Ecuador        | 1              | 4              |                |
| Javier Hernández      | México         | 1              | 4              |                |
| Jesús Corona          | México         | 1              | 4              |                |
| Paolo Guerrero        | Perú           | 1              | 4              |                |
| Christian Cueva       | Perú           | 1              | 4              |                |
| Edison Flores         | Perú           | 1              | 4              |                |
| Josef Martínez        | Venezuela      | 1              | 4              |                |
| Cristian Zapata       | Colombia       | 1              | 5              |                |
| Graham Zusi           | Estados Unidos | 1              | 5              |                |
| Jermaine Jones        | Estados Unidos | 1              | 5              |                |
| Bobby Wood            | Estados Unidos | 1              | 5              |                |
| Charles Aránguiz      | Chile          | 1              | 5              |                |
| Éver Banega           | Argentina      | 1              | 6              |                |
| Nicolás Otamendi      | Argentina      | 1              | 6              |                |
| Gyasi Zardes          | Estados Unidos | 1              | 6              |                |

#### Autogoles
| Fecha       | Jugador          | Selección | Rival      | Anotado · Autogol | Partidos |
| ----------- | ---------------- | --------- | ---------- | ----------------- | -------- |
| 5 de junio  | Álvaro Pereira   | Uruguay   | México     | 1                 | 3        |
| 11 de junio | Frank Fabra      | Colombia  | Costa Rica | 1                 | 1        |
| 14 de junio | Je-Vaughn Watson | Jamaica   | Uruguay    | 1                 | 3        |

#### Anotaciones destacadas
| Fecha       | Jugador           | Selección | Goles  | Rival  | Resultado |
| ----------- | ----------------- | --------- | ------ | ------ | --------- |
| 8 de junio  | Philippe Coutinho | Brasil    | [ 43 ] | Haití  | 7:1       |
| 10 de junio | Lionel Messi      | Argentina | [ 45 ] | Panamá | 5:0       |
| 18 de junio | Eduardo Vargas    | Chile     | [ 47 ] | México | 7:0       |

### Asistencias
| Jugador           | Selección      | Asistencias | PJ |
| ----------------- | -------------- | ----------- | -- |
| Lionel Messi      | Argentina      | 4           | 5  |
| Clint Dempsey     | Estados Unidos | 3           | 6  |
| Ángel Di María    | Argentina      | 2           | 3  |
| Raúl Jiménez      | México         | 2           | 3  |
| Dani Alves        | Brasil         | 2           | 3  |
| Paolo Guerrero    | Perú           | 2           | 4  |
| Jefferson Montero | Ecuador        | 2           | 4  |
| Alejandro Guerra  | Venezuela      | 2           | 4  |
| Enner Valencia    | Ecuador        | 2           | 4  |
| Ezequiel Lavezzi  | Argentina      | 2           | 5  |
| Marcos Rojo       | Argentina      | 2           | 5  |
| Arturo Vidal      | Chile          | 2           | 5  |
| Edwin Cardona     | Colombia       | 2           | 6  |
| Alexis Sánchez    | Chile          | 2           | 6  |

| Lista completa          | Lista completa | Lista completa | Lista completa | Lista completa |
| Jugador                 | Selección      | Asistencias    | PJ             |                |
| ----------------------- | -------------- | -------------- | -------------- | -------------- |
| Jonas Oliveira          | Brasil         | 1              | 2              |                |
| Mauricio Pinilla        | Chile          | 1              | 2              |                |
| Héctor Herrera          | México         | 1              | 3              |                |
| Carlos Sánchez          | Uruguay        | 1              | 3              |                |
| Elias Mendes            | Brasil         | 1              | 3              |                |
| Ricardo Buitrago        | Panamá         | 1              | 3              |                |
| Alberto Quintero        | Panamá         | 1              | 3              |                |
| Abdiel Arroyo           | Panamá         | 1              | 3              |                |
| Christian Santos        | Venezuela      | 1              | 3              |                |
| Nicolás Gaitan          | Argentina      | 1              | 4              |                |
| Fabián Orellana         | Chile          | 1              | 4              |                |
| Jesús Corona            | México         | 1              | 4              |                |
| Eduardo Vargas          | Chile          | 1              | 5              |                |
| Antonio Valencia        | Ecuador        | 1              | 4              |                |
| Walter Ayovi            | Ecuador        | 1              | 4              |                |
| Edison Flores           | Perú           | 1              | 4              |                |
| Andy Polo               | Perú           | 1              | 4              |                |
| Santiago Arias          | Colombia       | 1              | 5              |                |
| Jermaine Jones          | Estados Unidos | 1              | 5              |                |
| Éver Banega             | Argentina      | 1              | 6              |                |
| Gonzalo Higuaín         | Argentina      | 1              | 6              |                |
| James Rodríguez         | Colombia       | 1              | 6              |                |
| Juan Guillermo Cuadrado | Colombia       | 1              | 6              |                |

## Premios y reconocimientos

### Jugador del partido
Al finalizar cada encuentro se eligió a un jugador como el mejor del partido. El premio fue otorgado al jugador con mayor incidencia en el juego y se denominó oficialmente Budweiser Man of the Match.
| Fase de grupos - 1.ª jornada | Fase de grupos - 1.ª jornada | Fase de grupos - 2.ª jornada | Fase de grupos - 2.ª jornada | Fase de grupos - 3.ª jornada | Fase de grupos - 3.ª jornada | Fases finales    | Fases finales |
| Jugador                      | Partido                      | Jugador                      | Partido                      | Jugador                      | Partido                      | Jugador          | Partido       |
| ---------------------------- | ---------------------------- | ---------------------------- | ---------------------------- | ---------------------------- | ---------------------------- | ---------------- | ------------- |
| Cristian Zapata              | 0:2                          | Jermaine Jones               | 4:0                          | John Brooks                  | 1:0                          | Clint Dempsey    | 2:1           |
| Gustavo Gómez                | 0:0                          | James Rodríguez              | 2:1                          | Celso Borges                 | 2:3                          | David Ospina     | 0:0           |
| Paolo Guerrero               | 0:1                          | Philippe Coutinho            | 7:1                          | Enner Valencia               | 4:0                          | Lionel Messi     | 4:1           |
| Esteban Dreer                | 0:0                          | Enner Valencia               | 2:2                          | Pedro Gallese                | 0:1                          | Eduardo Vargas   | 0:7           |
| Josef Martínez               | 0:1                          | Salomón Rondón               | 0:1                          | Jesús Corona                 | 1:1                          | Lionel Messi     | 0:4           |
| Rafael Márquez               | 3:1                          | Javier Hernández             | 2:0                          | Abel Hernández               | 3:0                          | Charles Aránguiz | 0:2           |
| Blas Pérez                   | 2:1                          | Arturo Vidal                 | 2:1                          | Eduardo Vargas               | 4:2                          | David Ospina     | 0:1           |
| Ángel Di María               | 2:1                          | Lionel Messi                 | 5:0                          | Ezequiel Lavezzi             | 3:0                          | Claudio Bravo    | 0:0           |

### Mejor jugador del torneo
Premio al mejor jugador del torneo, presentado por MasterCard.
- Alexis Sánchez.[1]

El delantero chileno estuvo presente en los seis partidos que disputó su equipo en los que registró tres goles y dos asistencias.

### Goleador del torneo
Premio al jugador con más goles en el torneo, presentado por Powerade.
- Eduardo Vargas.[1]

El delantero chileno anotó seis goles en seis partidos jugados, marcó dos goles ante Panamá en fase de grupos y cuatro frente a México en cuartos de final, encuentro donde fue elegido «jugador del partido».

### Mejor portero del torneo
- Claudio Bravo.[1]

El portero Claudio Bravo fue premiado con el guante de oro por segundo torneo consecutivo. Bravo concedió cinco goles en tres partidos durante la fase de grupos, mantuvo el marcador en cero en los tres partidos durante la segunda fase e hizo una atajada en la tanda de tiros penales en la final.

### Premio al juego limpio
Premio Fairplay otorgado a la selección que practicó mejor el juego limpio.
- Argentina.[cita requerida]

### Equipo ideal
El equipo ideal del torneo fue elegido por el Grupo de Estudio Técnico de la Conmebol.
| Pos.           | Jugador            | PJ (T/S)           | Minutos jugados    | Goles              | Asistencias        | Tarjetas amarillas | Doble tarjeta amarilla y roja | Tarjetas rojas     |
| -------------- | ------------------ | ------------------ | ------------------ | ------------------ | ------------------ | ------------------ | ----------------------------- | ------------------ |
| Guardameta     | Claudio Bravo      | 6 (6/0)            | 540'               | 0                  | 0                  | 1                  | 0                             | 0                  |
| Defensa        | Mauricio Isla      | 5 (5/0)            | 436'               | 0                  | 0                  | 2                  | 0                             | 0                  |
| Defensa        | Jean Beausejour    | 6 (6/0)            | 493'               | 0                  | 1                  | 3                  | 0                             | 0                  |
| Defensa        | Nicolás Otamendi   | 6 (6/0)            | 525'               | 1                  | 0                  | 0                  | 0                             | 0                  |
| Defensa        | Gary Medel         | 6 (6/0)            | 510'               | 0                  | 0                  | 1                  | 0                             | 0                  |
| Centrocampista | Javier Mascherano  | 5 (5/0)            | 450'               | 0                  | 0                  | 2                  | 0                             | 0                  |
| Centrocampista | Arturo Vidal       | 5 (5/0)            | 450'               | 2                  | 2                  | 3                  | 0                             | 0                  |
| Centrocampista | Charles Aránguiz   | 6 (6/0)            | 532'               | 1                  | 0                  | 1                  | 0                             | 0                  |
| Delantero      | Lionel Messi       | 5 (3/2)            | 344'               | 5                  | 4                  | 1                  | 0                             | 0                  |
| Delantero      | Eduardo Vargas     | 6 (5/1)            | 458'               | 6                  | 1                  | 0                  | 0                             | 0                  |
| Delantero      | Alexis Sánchez     | 6 (6/0)            | 540'               | 3                  | 2                  | 1                  | 0                             | 0                  |
| Entrenador     | Juan Antonio Pizzi | Juan Antonio Pizzi | Juan Antonio Pizzi | Juan Antonio Pizzi | Juan Antonio Pizzi | Juan Antonio Pizzi | Juan Antonio Pizzi            | Juan Antonio Pizzi |

Nota: los minutos jugados en prórroga no están contabilizados.

## Símbolos y mercadeo

### Balón
El Nike Ordem Ciento fue anunciado como el balón oficial de la Copa América Centenario el 21 de febrero de 2016. En la pelota predominaba el color blanco y el negro con decoración pincelada de color rojo. Se mostraba el logotipo oficial de la Copa América Centenario.
Para la final se utilizó el Nike Ordem Campeón, balón que tuvo el mismo diseño que el usado en las fases previas, pero reemplazando las pinceladas de rojo por dorado.

### Canción oficial
La canción oficial del torneo fue «Superstars» del rapero Pitbull con la colaboración de Becky G, ambos artistas de ascendencia latinoamericana.

## Controversia
Aunque la Copa América Centenario fue de carácter conmemorativo, tras la clasificación de Chile y Argentina a la final del torneo el presidente de la Conmebol aclaró en su cuenta oficial de Twitter: «El ganador de la Copa América Centenario se adjudica el título oficial de Copa América» —dando a entender que si Argentina hubiera ganado la final, Chile no solo habría sido el campeón menos longevo del torneo en alusión al trofeo obtenido el año anterior, sino que además habría perdido su plaza en la Copa Confederaciones 2017 obtenida en la final del torneo de 2015 precisamente ante Argentina—. Tras la polémica, la Conmebol señaló que el campeón de la Copa América Centenario «coexistirá [con el campeón de la Copa América 2015, y que] Chile tendrá su título oficial vigente y seguirá portando el correspondiente escudo en su camiseta hasta que finalice la edición de la Copa América que se celebrará en Brasil en 2019». Así, el trofeo y el escudo de campeón en disputa en 2019 serán aquellos entregados en 2015 —la continuidad del torneo de 2019 remite al organizado en 2015 pues la edición de 2016 fue un torneo oficial conmemorativo; aun así, todas las estadísticas oficiales de la Copa América Centenario son válidas en el palmarés de la Copa América—. El título de campeón de la Copa América Centenario es un reconocimiento a perpetuidad que no volverá a disputarse.
La controversia resurgió durante la Copa América 2019, cuando la Conmebol señaló que «Chile era bicampeón de América pero no de Copa América». Esto en relación con que en el trofeo oficial del torneo no aparecía la placa que conmemora a Chile como campeón de la edición de 2016, pese a que la misma Conmebol había señalado en abril de ese año que «[e]l campeón del torneo [Copa América Centenario Estados Unidos 2016] también se quedará con la Copa América histórica y verá su nombre grabado en este prestigioso y añejo trofeo». Días más tarde, la placa conmemorativa de Chile como campeón en 2016 fue añadida al trofeo oficial.
El ente sudamericano precisó que la selección chilena posee dos títulos oficiales de Copa América: «La Copa Centenario fue única y Chile se quedó con la original en sus vitrinas, no como la Copa América de siempre, en la que cada ganador recibe una réplica. Eso no significa que Chile no sea el bicampeón del continente, pues ganó dos títulos consecutivos, pero no el mismo trofeo». Por ende, el trofeo de la Copa América Centenario original, con su respectiva inscripción, fue entregado a perpetuidad a Chile.

## Patrocinadores
Los patrocinadores oficiales fueron:
- Anheuser-Busch InBev.
- Coca-Cola.
- Sprint.
- State Farm.
- COMEX.
- Delta Air Lines.
- Ford.
- Head & Shoulders.
- Makita.
- MasterCard.
- Nike.
- Samsung.
- TAG Heuer.
- Total.
- Budweiser.
- Scotiabank.
- Colpatria.

## Transmisión por televisión
| América | Europa | Resto del mundo |
| --- | --- | --- |
| - Latinoamérica: DIRECTV Sports (excepto en Colombia) - Argentina: Televisión Pública Argentina, TyC Sports - Bolivia: Bolivia TV - Brasil: Rede Globo, SporTV - Canadá: Univisión Canadá (en español) - Chile: Canal 13 - Colombia: RCN Televisión, Caracol Televisión. - Costa Rica: Teletica, Repretel - Ecuador: Gama TV - Estados Unidos: FOX, Fox Sports, FS1, FS2, Univisión (en español) y UniMás - Guatemala: Radio y Televisión de Guatemala - Haití: Télé Haiti - Jamaica: CVM TV - Honduras: Vica TV - México: Televisa, TV Azteca - Panamá: Telemetro, TVMax, RPC-TV - Paraguay: DirecTV, Unicanal, Paraguay TV, Tigo Sports y Tigo Max. - Perú: América Televisión. - Uruguay: DirecTV, Equital (Montecable, Nuevo Siglo, TCC) - Venezuela: Meridiano TV, TeleAragua, TLT | - Alemania: Sat.1, Kabel eins - Azerbaiyán: ITV, CBC Sport - Bosnia y Herzegovina, Croacia, Macedonia, Montenegro y Serbia: Arena Sport - España: Canal+ Fútbol (Movistar+) - Francia: Bein Sports - Grecia: Skai TV - Hungría:Sport TV - Islandia: Stöð 2 Sport - Italia: Sky Italia - Noruega: Viaplay - Países Bajos: Fox Sports Netherlands, NOS - Polonia: TVP - Portugal: TVI - Reino Unido: Premier Sports - Rusia: Channel One Russia, VGTRK, Match TV - Suecia: Viasat Sport - Turquía: A Spor, A Haber | - África Subsahariana: Startimes, Canal+ - Australia: Bein Sports Australia, SBS - China: SMG, LeEco, PPTV, QQLive - Corea del Sur: KBS, SBS, MBC - Filipinas: ABS-CBN Sports and Action, GMA Network, Sports5 - Guinea Ecuatorial: RTVGE, Asonga TV, Canal+ - Hong Kong: now TV - India: Sony Pictures Networks - Indonesia: Kompas TV - Israel: Sport 1 - Japón: NHK, TBS, TV Asahi, TV Tokyo, SKY PerfecTV - Malasia: Astro, RTM - Myanmar: Sky Net - Nueva Zelanda: Sky Sport - Singapur: StarHub TV - Tailandia: GMM Grammy, MCOT - Taiwán: CTV, TTV, CTi TV - Vietnam: SCTV |